# Villands härad
Villands härad var ett härad nordöstra Skåne i dåvarande Kristianstads län som numera utgör delar av Kristianstads kommun och Bromölla kommun. Häradets areal var 762,51 kvadratkilometer varav 674,10 land.  Tingsplats var till 1952 Fjälkinge, därefter Kristianstad.

## Häradsvapen
Häradsvapnet fastställdes av Kungl. Maj:t den 4 april 1952: "Sköld kluven av guld, vari en blå tång, och av blått, vari en hammare av guld".
På 1500- och 1600-talen fanns den allmänna åsikten att sagofiguren och smeden Völunds son Vidrik Villandsson var från Villands härad. Detta ledde till att man i häradets sigill satte in hammaren och tången, vilka Villandsson förde som sitt sköldemärke.

## Namnet
Namnet (1135 A Wetlandi) kan komma av forndanska Vætli, genitiv Vætla, syftande på våt, väta. Namnet  skulle då bland annat kunna syfta på den centralt liggande Ivösjön eller på dess avlopp.

## Geografi
I norr är Villands härad ett kuperat skogsland som är rikt på sjöar, i söder tar den bördiga Kristianstadsslätten vid. Det gamla häradstinget var lokaliserat till Fjälkinge.

## Socknar
I Kristianstads kommun
- Åhus
- Rinkaby
- Gustav Adolf, före 1779 Viby socken
- Nosaby
- Fjälkinge
- Nymö
- Trolle-Ljungby
- Fjälkestad
- Ivö
- Kiaby
- Oppmanna
- Vånga
- Österslöv

samt Åhus köping
I Bromölla kommun
- Gualöv
- Ivetofta
- Näsum

samt Bromölla köping
År 1639 överfördes Jämshögs socken från Villands härad till Listers härad i Blekinge.

## Län, fögderier, domsagor, tingslag och tingsrätter
Häradet hörde mellan 1614 och 1996 till Kristianstads län. Från 1997 ingår området i Skåne län.  Församlingarna tillhör(de) Lunds stift
Häradets socknar hörde till följande fögderier:
- 1720-1917 Villands, Gärds och Albo fögderi
- 1918-1990 Kristianstads fögderi,

Häradets socknar tillhörde följande domsagor, tingslag och tingsrätter:
- 1682-1966 Villands tingslag i 
  - 1682-1860 Gärds, Albo och Villands häraders domsaga
  - 1861-1917 Villands och Östra Göinge domsaga
  - 1918-1966 Villands domsaga
- 1967-1970 Kristianstads domsagas tingslag i Kristianstads domsaga

- 1971- Kristianstads tingsrätt med Kristianstads tingsrätts domsaga